# 피츠나우
피츠나우(Vitznau)는 스위스 루체른주의 루체른구에 있는 자치체이다.

## 역사
피츠나우는 998년에 처음 언급되었다. 19세기에는 특히 영국에서 인기 있는 관광 명소가 되었다. 도시 서쪽의 인상적인 파크 호텔 피츠나우(Park Hotel Vitznau)는 1900년대에 지어졌다.

## 지리
호수와 뒤에 어렴풋이 보이는 리기산 사이의 좁은 지역을 차지하고 있다. 정상으로 향하는 산악 철도 중 하나는 피츠나우에서 시작된다.
피츠나우의 면적은 8.9k㎡이다. 이 면적 중 32.2%는 농업용으로 사용되며, 56.3%는 산림이다. 나머지 토지 중 7.5%는 정착지(건물 또는 도로)이고, 나머지(4%)는 비생산적(강, 빙하 또는 산)이다. 1997년 토지조사에서, 전체 토지 면적의 56.28%가 산림이었다. 농경지 중 30.38%는 경작지나 목초지에 사용되며 1.79%는 과수원이나 덩굴 작물에 사용된다. 정착지 중 4.71%는 건물, 0.11%는 산업, 0.22%는 특별 개발, 0.56%는 공원 또는 녹지, 1.91%는 교통 기반 시설로 구성되어 있다. 비생산적인 지역 중 0.11%는 비생산적인 고인 물(연못 또는 호수), 0.11%는 비생산적인 흐르는 물(강), 3.81%는 기타 비생산적인 토지이다.

## 인구통계
2020년 12월 31일 기준, 피츠나우의 인구는 1,426명이다. 2007년 기준으로 전체 인구의 22.0%가 외국인이다. 지난 10년 동안 인구는 11.7%의 비율로 증가했다. 2000년 기준, 대부분의 인구는 독일어(91.7%)를 사용하며, 알바니아어가 두 번째(3.1%)로 많이 사용하고, 이탈리아어가 세 번째(1.2%)이다.
2007년 선거에서 가장 인기 있는 정당은 29.1%의 득표율을 기록한 SVP였다. 다음으로 가장 인기 있는 3개 정당은 FDP (24.1%), CVP (23.7%), 녹색당 (10.9%)이었다.
피츠나우의 연령 분포는 다음과 같다. 262명 또는 전체 인구의 20.3%가 0-19세이다. 354명(27.5%)은 20-39세이고, 436명(33.8%)은 40-64세이다. 노인 인구 분포는 176명 또는 13.7%가 65-79세, 52 또는 4%가 80-89세, 9명 또는 인구의 0.7%가 90세 이상이다.
피츠나우에서는 인구의 약 70.8%(25-64세)가 비필수 고등교육 또는 추가 고등교육(대학 또는 응용학문대학)을 완료했다.
2000년 현재 433가구 중 149가구(약 34.4%)가 1인 가구이다. 34 또는 약 7.9%는 5인 이상의 대가족이다. 2000년 기준으로 시정촌에는 239채의 주거용 건물이 있었고, 그중 174채는 주택으로만 건축되었고 65채는 주상 복합 건물이었다. 자치단체에는 단독주택 88채, 다가구주택 32채, 다가구주택 54채가 있었다. 대부분의 집은 2층(61) 또는 3(79)층 구조였다. 단층 건물이 4채, 4층 이상 건물이 30채밖에 없었다.
피츠나우의 실업률은 1.96%이다. 2005년 기준으로 1차 경제 부문에 77명이 고용되어 있으며, 이 부문에 약 26개 기업이 참여하고 있다. 52명이 2차 부문에 고용되어 있고, 이 부문에 14개의 기업이 있다. 358명이 3차 부문에 고용되어 있으며, 이 부문에는 45개의 기업이 있다. 2000년 기준으로 자치단체 인구의 51.6%가 일정 수준으로 고용되었다. 동시에 여성은 노동력의 42%를 차지했다.
2000년 인구 조사에서 비츠나우의 종교 회원은 다음과 같았다. 771명(74.2%)은 로마 카톨릭, 132명(12.7%)은 개신교였으며, 그 외 8명(0.77%)은 다른 기독교 신앙을 가졌다. 이슬람교도는 23명(인구의 2.21%)이다. 나머지 중; 다른 종교에 속한 사람은 4명(0.38%), 조직화된 종교에 속하지 않은 사람이 71명(6.83%), 응답하지 않은 사람이 30명(2.89%)이었다.

## 교통

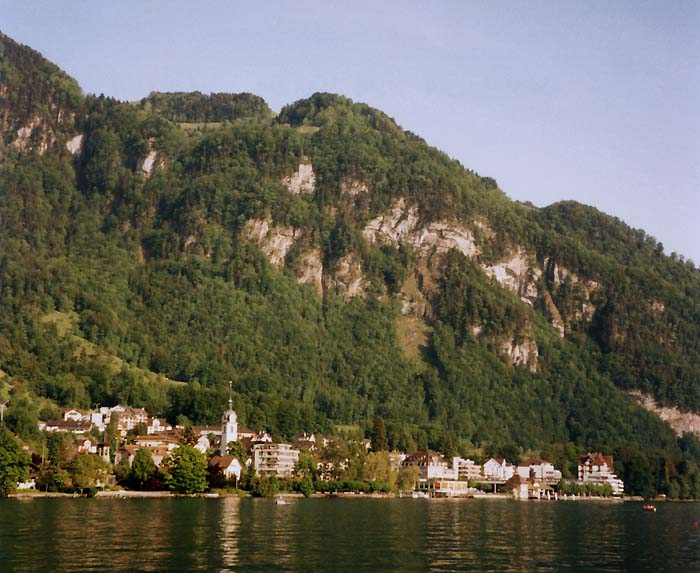
루체른호에서 본 피츠나우

시정촌에는 피츠나우, 프라이베르겐, 그루비스발름, 미틀러슈반덴 등 4개의 기차역이 있다. 4곳 모두 루체른 호수 기슭에서 리기산 정상까지 이어지는 리기 철도의 비츠나우-리기선에 있다. 피츠나우는 또한 루체른호 해운에서 호수의 다양한 목적지까지 정기적으로 운행하는 페리 터미널이다.